# Nick Aldis
Nicholas Aldis (ur. 6 listopada 1986) – angielski wrestler. Obecnie jest związany z WWE, gdzie pracuje jako producent i ekranowy Generalny Menadżer brandu SmackDown. W latach 2017–2022 zatrudniony przez National Wrestling Alliance, gdzie zdobył mistrzostwo świata wagi ciężkiej NWA.
Najbardziej znany jest z występów w Total Nonstop Action Wrestling pod pseudonimem Magnus, gdzie jest jednokrotnym mistrzem świata wagi ciężkiej TNA, dwukrotnym mistrzem TNA World Tag Team. Jest również jednokrotnym mistrzem GFW Global, jednokrotnym mistrzem IWGP Tag Team i jednokrotnym mistrzem GHC Tag Team.
Wystąpił również w angielskiej wersji Gladiatorów, gdzie występował pod pseudonimem Oblivion. Był również współprezenterem Britain’s Strongest Man w brytyjskiej telewizji Challenge TV.

## Życie osobiste
Aldis jest żonaty z wrestlerką Mickie James. Pobrali się 31 grudnia 2015, a 25 września 2014 urodziło się ich pierwsze dziecko, chłopiec o imieniu Donovan Patrick Aldis.

## Filmografia
| Rok       | Tytuł                               | Rola        | Notatki    |
| --------- | ----------------------------------- | ----------- | ---------- |
| 2008–2009 | Gladiatorzy                         | Oblivion    |            |
| 2009      | Czy jesteś mądrzejszy niż 10-latek? | Oblivion    |            |
| 2012      | UK’s Strongest Man 2012             | jako on sam | Prowadzący |
| 2013      | UK’s Strongest Man 2013             | jako on sam | Prowadzący |

## Tytuły i osiągnięcia
- Global Force Wrestling
  - GFW Global Championship (1 raz)[7]
- Pro Wrestling Illustrated
  - Most Improved Wrestler of the Year (2013)[8]
  - Zajął 8 miejsce w rankingu PWI 500 w 2014 roku[9]
- National Wrestling Alliance
  - NWA World Heavyweight Championship (2 razy)[2]
- New Japan Pro-Wrestling
  - IWGP Tag Team Championship (1 raz) – z Dougiem Williamsem[10]
- North American Wrestling Allegiance
  - NAWA Texas Championship (1 raz)
- Pro Wrestling Noah
  - GHC Tag Team Championship (1 raz) – z Samoa Joe
- Ring Ka King
  - RKK World Heavyweight Championship (1 raz)
- Total Nonstop Action Wrestling
  - TNA World Heavyweight Championship (1 raz)[11]
  - TNA World Tag Team Championship (2 razy) – z Dougiem Williamsem (1) i Samoa Joe (1)[12][13]
  - Feast or Fired (2015 – kontrakt o World Tag Team Championship)
  - Global Impact Tournament (2015) – z Team International
  - TNA World Tag Team Championship No. 1 Contenders Tournament (2010) – z Desmondem Wolfe’em
  - TNA World Heavyweight Championship Tournament (2013)[14]
  - Wild Card Tournament (2011) – z Samoa Joe[15]
  - Xplosion Championship Challenge (2011)[16]